# Norbert Adamowicz
Norbert Adamowicz, ps. „Alena” (ur. 18 stycznia 1919 w Ostrołęce, zm. 1984 w Krakowie) – żołnierz Armii Krajowej, Zrzeszenia Wolność i Niezawisłość, uczestnik walk partyzanckich (także po 1945 roku), działacz społeczny.

## Życiorys
Pochodził ze szlacheckiej rodziny herbu Leliwa. Uczęszczał do Gimnazjum i Liceum im. Króla Stanisława Leszczyńskiego w Ostrołęce, był absolwentem wydziału administracyjnego Szkoły Głównej Handlowej w Warszawie (1939).

### Partyzantka w czasie II wojny światowej
Od października 1939 roku Adamowicz działał na terenie powiatu ostrołęckiego i Ostrołęki w zakonspirowanych kołach Służby Zwycięstwu Polski. Pseudonim „Alena” jest kombinacją pierwszych liter herbu Leliwa i inicjałów Norberta Adamowicza. Od kwietnia 1941 roku Adamowicz był zaangażowany w działalność konspiracyjną AK – najpierw w stopniu plutonowego podchorążego, a później podporucznika pełnił funkcję adiutanta komendanta okręgu Ostrołęka Armii Krajowej por./kpt. Edwarda Filochowskiego „Sana” oraz funkcję szefa Biura Informacji i Propagandy tegoż okręgu. Pracował w, zamienionym na niemiecki urząd, Rejonie Dróg Wodnych (Strommeisterei Scharfenwiese) w Ostrołęce, gdzie udający wodniaków AK-owcy pod dowództwem Ryszarda Pszczółkowskiego mieli gniazdo „Gryfa”. „Alena” został tłumaczem i sekretarzem Strommeistera, Fritza Wittrina. Przekonany przez „Alenę”, że do regulacji Narwi jest niezbędny były kierownik Rejonu Dróg Wodnych, Konrad Wojnar, napisał prośbę o zwolnienie go z Dachau, co nastąpiło 24 sierpnia 1940 roku. Na strychu Rejonu Dróg Wodnych mieściła się baza przerzutowa broni, amunicji, sprzętu wojskowego, a w piwnicy – nasłuch radiowy oraz magazyn produktów żywnościowych dla potrzebujących Polaków. W maju 1944 roku Adamowicz został odznaczony Krzyżem Zasługi z Mieczami za męstwo i wybitne zdolności organizacyjne.
Konspiratorzy z gniazda „Gryfa” mieli wtyczkę w Gestapo i na wieść o planowanej operacji niemieckiej schronili się w lesie. Uformowali tam kilkuosobowe grupy partyzantów, które rozbrajały niemieckie patrole i posterunki żandarmerii. Po nieudanym przyłączeniu się do zbliżających się w 1944 roku radzieckich wojsk, Adamowicz wyprowadził swój oddział ponownie do kurpiowskich lasów, walcząc z komunistyczną władzą. „Alena” został żołnierzem Zrzeszenia Wolność i Niezawisłość pod dowództwem płk. Władysława Liniarskiego „Mścisława”. Namówiony przez przyjaciela do opuszczenia partyzantki, pod przybranym, konspiracyjnym nazwiskiem Bolesław Kosecki, wyjechał do Góry Kalwarii, gdzie w 1946 roku poślubił wdowę po Tomaszu Musiałowskim, szefie AK w Górze Kalwarii.

### Praca i działania społecznikowskie
W 1947 roku Norbert Adamowicz ujawnił się. Pracował w Górze Kalwarii w młynie teścia jako księgowy, a także później gdy młyn został upaństwowiony. W latach 60. awansował na kierownika. Zapisał się do Zjednoczonego Stronnictwa Ludowego (ZSL) i podjął pracę w Gminnej Spółdzielni. Odpowiadał za zaopatrzenie rolników w materiały budowlane i materiały do produkcji rolnej. W Górze Kalwarii przyczynił się m.in. do budowy tamtejszego liceum. Zaangażował się w działalność na rzecz społeczności Góry Kalwarii i po latach, w opinii mieszkańców, zyskał miano „ojca miasta”.

## Upamiętnienie
W 2004 roku dwa rozkazy z 25 sierpnia 1943 roku, podpisane przez płk. Władysława Liniarskiego „Mścisława”, Komendanta Okręgu Białostockiego ZWZ-AK, umieszczone w szklanej buteleczce, zostały odnalezione w fundamencie rozbieranego domu przy ulicy Batorego w Ostrołęce. Z jednego wynika, że po ukończeniu zastępczego Kursu Szkoły Podchorążych Rezerwy Piechoty Norbert Adamowicz otrzymał awans na kaprala podchorążego rezerwy, z drugiego, że za wyróżniającą się służbę w wojsku konspiracyjnym uzyskał stopień starszego strzelca. Znalezisko trafiło do zbiorów Muzeum Kultury Kurpiowskiej w Ostrołęce.
Jako działacz społeczny przyczynił się do rozwoju Góry Kalwarii, za co został uhonorowany nadaniem jego imienia jednej z ulic.

## Życie prywatne
Żoną Adamowicza była Sabina Danuta Musiałowska (od 25 lipca 1946) z domu Proszewska, wdowa po zamordowanym przez Gestapo Tomaszu Musiałowskim, komendancie górskokalwaryjskiego obwodu AK, inżyniera lotnictwa, który pracował m.in. przy konstruowaniu przedwojennego polskiego bombowca Łoś. Mieli sześcioro dzieci, wychowywali też córkę Ewę z pierwszego małżeństwa żony. Norbert Adamowicz został pochowany w Górze Kalwarii.